# Platybelodon
Platybelodon je pravěké zvíře, které žilo v Africe, Evropě, Severní Americe a Asii.

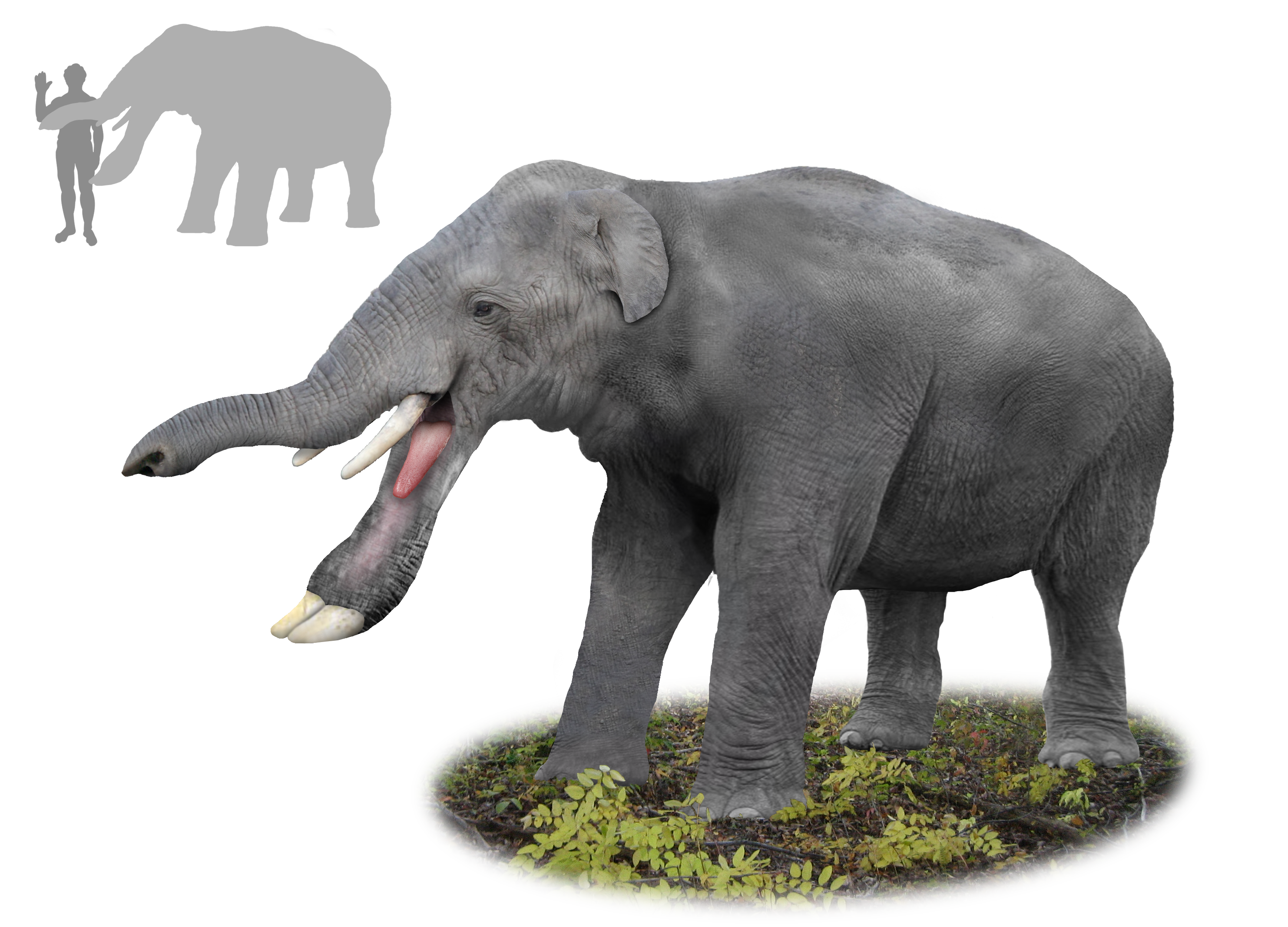
Platybelodon, rekonstrukce

## Vzhled
Je to slon s tlamou vypadající jako lopata. Dosahoval délky 6 metrů a výšky 3 metry. Vážil 4 tuny, přibližně jako malý nákladní vůz.